# Jace Sternberger
Jace Evan Sternberger (Kingfisher, 26 giugno 1996) è un giocatore di football americano statunitense che milita nel ruolo di tight end per i Birmingham Stallions della United Football League (UFL).

## Carriera

### Green Bay Packers
Sternberger fu scelto nel corso del terzo giro (75º assoluto) del Draft NFL 2019 dai Green Bay Packers. Il 3 settembre fu inserito in lista infortunati. Tornò nel roster attivo il 2 novembre 2019 e chiuse la sua stagione da rookie con 6 presenze, di cui una come titolare, e nessuna ricezione.